# Vlag van Valladolid

Vlag van de provincie Valladolid

De vlag van de Spaanse provincie Valladolid bestaat uit een karmozijnrood veld met in het midden het provinciale wapen. Het is niet bekend wanneer deze vlag officieel als provincievlag is ingesteld. De vlag en het wapen werd op 17 juli 1939 aangenomen. Op 21 april 2017 keurde de plenaire vergadering van de provinciale raad van Valladolid de wijziging van het provinciale wapen goed.